# Процес шести

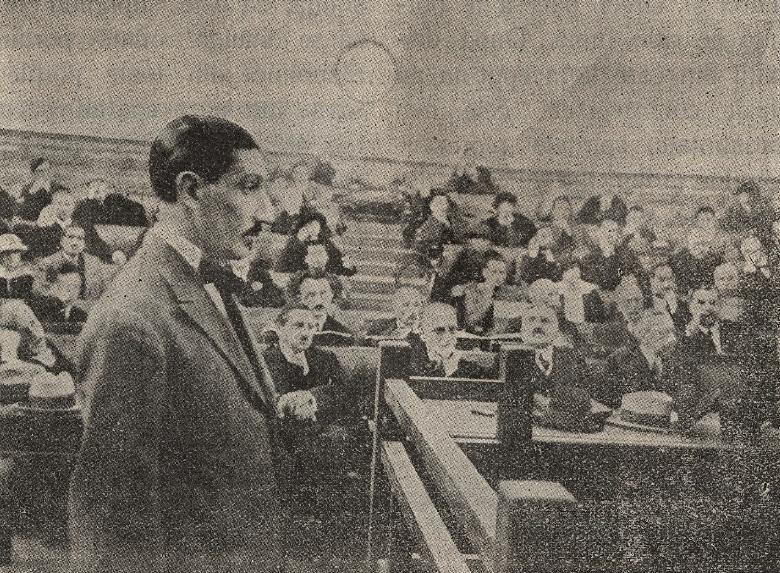
Кадр із суду: промова полковника Пассаріса, представника звинувачення

Процес шести (грец. δίκη των έξι) або «Страта шістьох» — суд за зраду, що відбувся наприкінці 1922 року над державними службовцями Греції, які, як було оголошено, несуть відповідальність за військову поразку Греції у війні з Туреччиною в Малій Азії. Судовий процес завершився смертним вироком і стратою шістьох із дев'яти звинувачених.

## Переворот
У той час в Афінах та на островах Егейського моря стався державний переворот, який частково був запеклою громадянською відповіддю на поразку армії на полях битв. 11 вересня 1922 року полковники Ніколаос Пластірас і Стиліанос Гонатос сформували «революційний комітет», який зажадав зречення короля, відставки уряду роялістів і покарання осіб, відповідальних за військову катастрофу. Переворот підтримав генерал-венізеліст Теодорос Пангалос, який згодом вирушив до Афін. За підтримки масових демонстрацій у столиці переворот був успішним: за два дні, коли Пластірас і Гонатос висадились у порту Лавріон з військовими частинами, підконтрольними їм, король Костянтин зрікся престолу на користь свого сина-первістка, Георга, та відплив на Сицилію, щоб більше ніколи не повернутись на батьківщину; міністрів було заарештовано, і король погодився затвердити новий уряд, який був лояльним до державного перевороту.

## Суд
12 жовтня військова хунта скликала «надзвичайний військовий трибунал», що відбувся 31 жовтня та провів два тижні тривалого судового слідства, під час якого найбільш високопоставлених членів скинутого уряду (Дімітріос Гунаріс, Георгіос Балтаціс, Ніколаос Стратос, Ніколаос Феотокіс, Петрос Протопападакіс) і генерал Георгіос Хадзіанестіс (останній головнокомандувач в Малоазійській кампанії) були звинувачені в державній зраді та засуджені до смертної кари. Їх було страчено за кілька годин після винесення вироку та до його оприлюднення, 15 листопада 1922 року. Двоє звинувачених, адмірал Міхаілос Гудас і генерал Ксенофонт Стратігос, були засуджені до довічного тюремного ув'язнення.
Брату колишнього короля принцу Андрію, також старшому командиру невдалої кампанії, було висунуто звинувачення, проте він у той час перебував на острові Корфу. Його було заарештовано, перевезено до Афін, був засуджений тим же судом за кілька днів і визнаний винним у тому ж злочині, проте пом'якшуючими обставинами стала цілковита відсутність у нього військового досвіду, внаслідок чого замість страти його засудили до довічного вигнання з країни. Його родина (до якої входив і його син, принц принц Філіп) була евакуйована британським військовим кораблем з Корфу до Бриндізі.

## Наслідки
Європейські держави рішуче засудили страту: Велика Британія навіть на деякий час відкликала свого посла з Греції.